# Amblyeleotris neglecta
Amblyeleotris neglecta är en fiskart som beskrevs av Jaafar och Randall 2009. Amblyeleotris neglecta ingår i släktet Amblyeleotris och familjen smörbultsfiskar. Inga underarter finns listade i Catalogue of Life.